# Dom Justo Takayama
Takayama Ukon  (高山右近?), noto anche come Dom Justo Takayama (o Iustus Takayama Ukon o Hikogoro Shigetomo) (Prefettura di Nara, 1552 – Manila, 4 febbraio 1615) è stato un daimyō e samurai giapponese vissuto durante l'epoca Sengoku. Fu beatificato il 7 febbraio 2017 sotto il pontificato di papa Francesco.

## Biografia
Justo Takayama Ukon, detto il "samurai di Cristo", nacque presso Nara da una famiglia cattolica appartenente all'aristocrazia feudale giapponese. Dopo aver intrapreso inizialmente la carriera militare si dedicò in seguito alla diffusione del Vangelo, sopportando le persecuzioni dovute alla sua fede.
Nel 1614, anno in cui fu bandito dal Giappone il cristianesimo, fu esiliato nelle Filippine insieme ad altri trecento cattolici. Provato dalle privazioni affrontate durante le persecuzioni, colto da febbri violente morì a Manila nella notte tra il 3 e il 4 febbraio dello stesso anno.

### Culto
Il 21 gennaio 2016 fu emanato il decreto con cui veniva riconosciuta l'eroicità delle virtù di Justo. La cerimonia di beatificazione, presieduta dal cardinale Angelo Amato in rappresentanza di Papa Francesco, si è svolta nella cattedrale di Osaka il 7 febbraio 2017.
Pur non avendo subito una morte violenta, il beato è considerato martire in quanto la sua fine è legata ai maltrattamenti subiti a causa della fede.
Sulla sua figura è uscito nel 2016 un documentario intitolato Ukon il samurai, diretto da Lia Giovanazzi Beltrami.